# San Diego Film Critics Society Awards 2014
I premi del 19° San Diego Film Critics Society Awards sono stati annunciati il 15 dicembre 2014.
Le candidature sono state annunciate l'11 dicembre 2014.

## Premi e candidature

### Miglior attore
- Jake Gyllenhaal - Lo sciacallo - Nightcrawler (Nightcrawler)
- Ralph Fiennes - Grand Budapest Hotel (The Grand Budapest Hotel)
- Brendan Gleeson - Calvario (Calvary)
- Tom Hardy - Locke
- Michael Keaton - Birdman
- Eddie Redmayne -  La teoria del tutto (The Theory of Everything)

### Miglior attrice
- Marion Cotillard - Due giorni, una notte (Deux jours, une nuit)
- Felicity Jones - La teoria del tutto (The Theory of Everything)
- Rosamund Pike - L'amore bugiardo - Gone Girl (Gone Girl)
- Hilary Swank - The Homesman
- Mia Wasikowska - Tracks - Attraverso il deserto (Tracks)

### Miglior film di animazione
- Boxtrolls - Le scatole magiche (The Boxtrolls), regia di Graham Annable e Anthony Stacchi
- Big Hero 6, regia di Don Hall e Chris Williams
- Dragon Trainer 2 (How to Train Your Dragon 2), regia di Dean DeBlois
- The Lego Movie, regia di Phil Lord e Christopher Miller
- Nut Job - Operazione noccioline (The Nut Job), regia di Peter Lepeniotis

### Miglior fotografia
- Robert Elswit - Lo sciacallo - Nightcrawler (Nightcrawler)
- Fredrik Wenzel - Forza maggiore (Turist)
- Jeff Cronenweth - L'amore bugiardo - Gone Girl (Gone Girl)
- Hoyte van Hoytema - Interstellar
- Roger Deakins - Unbroken

### Miglior regista
- Dan Gilroy - Lo sciacallo - Nightcrawler (Nightcrawler)
- Wes Anderson - Grand Budapest Hotel (The Grand Budapest Hotel)
- David Fincher - L'amore bugiardo - Gone Girl (Gone Girl)
- Alejandro González Iñárritu - Birdman
- Richard Linklater - Boyhood

### Miglior documentario
- Citizenfour, regia di Laura Poitras
- Life Itself, regia di Steve James
- Last Days in Vietnam, regia di Rory Kennedy
- Glen Campbell: I'll Be Me, regia di James Keach
- Elaine Stritch: Shoot Me, regia di Chiemi Karasawa

### Miglior montaggio
- James Herbert e Laura Jennings - Edge of Tomorrow - Senza domani (Edge of Tomorrow)
- Sandra Adair - Boyhood
- Kirk Baxter - L'amore bugiardo - Gone Girl (Gone Girl)
- Barney Pilling - Grand Budapest Hotel (The Grand Budapest Hotel)
- John Gilroy - Lo sciacallo - Nightcrawler (Nightcrawler)

### Miglior cast
- Birdman
- Boyhood
- Grand Budapest Hotel (The Grand Budapest Hotel)
- The Imitation Game
- Selma - La strada per la libertà (Selma)

### Miglior film
- Lo sciacallo - Nightcrawler (Nightcrawler), regia di Dan Gilroy
- Boyhood, regia di Richard Linklater
- L'amore bugiardo - Gone Girl (Gone Girl), regia di David Fincher
- Grand Budapest Hotel (The Grand Budapest Hotel), regia di Wes Anderson
- Selma - La strada per la libertà (Selma), regia di Ava DuVernay
- La teoria del tutto (The Theory of Everything), regia di James Marsh

### Miglior film in lingua straniera
- Forza maggiore (Turist), regia di Ruben Östlund • Svezia
- Heli, regia di Amat Escalante • Messico
- Ida, regia di Paweł Pawlikowski • Danimarca / Polonia
- Due giorni, una notte (Deux jours, une nuit), regia di Jean-Pierre e Luc Dardenne • Belgio
- Venere in pelliccia (La Vénus à la fourrure), regia di Roman Polański • Francia

### Migliore scenografia
- Adam Stockhausen e Anna Pinnock - Grand Budapest Hotel (The Grand Budapest Hotel)
- Maria Djurkovic - The Imitation Game
- Nathan Crawley - Interstellar
- Dennis Gassner and Anna Pinnock - Into the Woods
- John Paul Kelly - La teoria del tutto (The Theory of Everything)

### Migliore colonna sonora
- James Newton Howard - Lo sciacallo - Nightcrawler (Nightcrawler)
- Antonio Sánchez - Birdman
- Trent Reznor e Atticus Ross - L'amore bugiardo - Gone Girl (Gone Girl)
- Alexandre Desplat - Grand Budapest Hotel (The Grand Budapest Hotel)
- Alexandre Desplat - The Imitation Game

### Migliore sceneggiatura originale
- Dan Gilroy - Lo sciacallo - Nightcrawler (Nightcrawler)
- Alejandro González Iñárritu, Nicolás Giacobone, Alexander Dinelaris Jr. e Armando Bo - Birdman
- Richard Linklater - Boyhood
- Wes Anderson e Hugo Guinness - Grand Budapest Hotel (The Grand Budapest Hotel)
- Steven Knight - Locke

### Migliore adattamento della sceneggiatura
- Gillian Flynn - L'amore bugiardo - Gone Girl (Gone Girl)
- Scott Neustadter e Michael H. Weber - Colpa delle stelle (The Fault in Our Stars)
- Anthony McCarten - La teoria del tutto (The Theory of Everything)
- Joel ed Ethan Coen, William Nicholson e Richard LaGravenese - Unbroken
- Nick Hornby - Wild

### Miglior attore non protagonista
- Mark Ruffalo - Foxcatcher
- Riz Ahmed - Lo sciacallo - Nightcrawler (Nightcrawler)
- Ethan Hawke - Boyhood
- Edward Norton - Birdman
- J. K. Simmons - Whiplash

### Migliore attrice non protagonista
- Rene Russo - Lo sciacallo - Nightcrawler (Nightcrawler)
- Patricia Arquette - Boyhood
- Carrie Coon - L'amore bugiardo - Gone Girl (Gone Girl)
- Keira Knightley - The Imitation Game
- Emma Stone - Birdman